# يوهان فولكلت

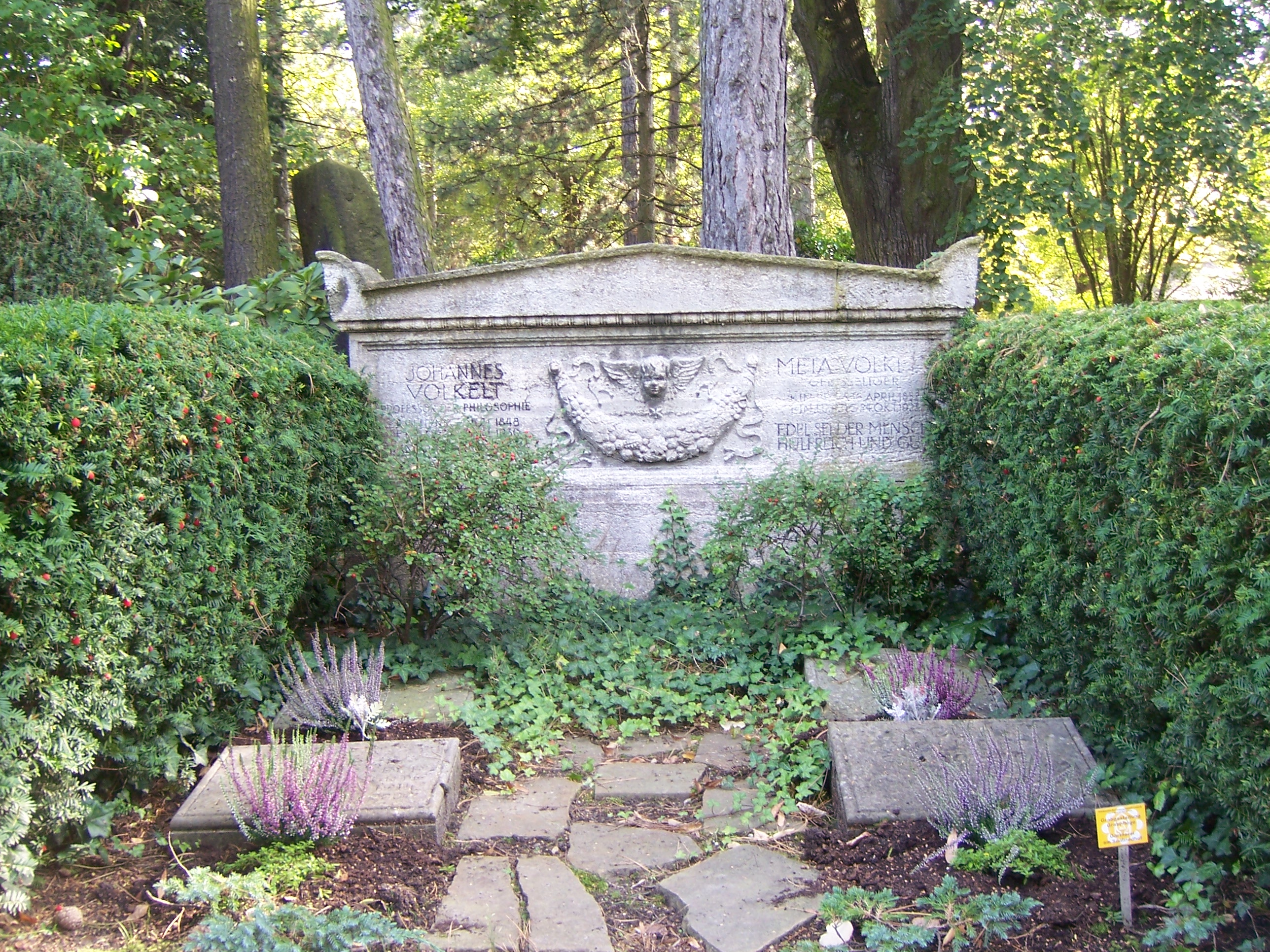
قبر فولكلت في ليبسك.

يوهان فولكلت (بالألمانية: Johannes Volkelt)‏ (1848 - 1930 م) هو فيلسوف ألماني، من أتباع الكانطية المحدثة النسبية.
من تصانيفه: «التعليم والتفكير» (1886 م)، «ما هو الوعي الإنساني» (1900 م)، «الفينومينولوجيا وميتافيزيقا الزمان» (1925 م).

## روابط خارجية
- يوهان فولكلت على موقع الموسوعة البريطانية (الإنجليزية)